# Miss Europe 2005
Miss Europe 2005 est la 59e élection de Miss Europe, qui a eu lieu le 12 mars 2006 à Paris, en France.
36 pays ont participé à l'élection. La cérémonie a été orchestrée par l'animateur français Jean-Pierre Foucault et Adriana Karembeu, mannequin slovaque francophone.
La gagnante, Shermine Shahrivar, Miss Allemagne 2006, a succédé à l'Hongroise Zsuzsanna Laky, Miss Europe 2003. Elle est la cinquième allemande à remporter le titre de Miss Europe après Monika Sarp, Miss Europe 1972.

## Résultats

### Classement
| Résultat Final   | Candidates |
| ---------------- | --- |
| Miss Europe 2005 | - Allemagne - Shermine Shahrivar |
| 1re dauphine     | - Arménie - Luysya Tovmasyan |
| 2e dauphine      | - Royaume-Uni - Laura Shields |
| 3e dauphine      | - France - Cindy Fabre |
| 4e dauphine      | - Slovaquie - Tatiana Keremeryova |
| Top 12           | - Tchéquie - Edita Hortová - Finlande - Mira Salo - Grèce - Evangelia Kakouti - Islande - Sigrún Bender - Pologne - Karolina Gorazda - Serbie-et-Monténégro - Sandra Obradović - Turquie - Birce Akalay |

### Candidates
- Allemagne - Shermine Shahrivar
- Arménie - Luysya Tovmasyan
- Finlande - Mira Salo
- France - Cindy Fabre
- Grèce - Evangelia Kakouti
- Islande - Sigrún Bender
- Pologne - Karolina Gorazda
- Royaume-Uni - Laura Shields
- Slovaquie - Tatiana Keremeryova
- Tchéquie - Edita Hortová
- Serbie-et-Monténégro - Sandra Obradović
- Turquie - Birce Akalay
- Belgique - Tatiana Silva